# Oktav (kyrkoårsterm)
Oktav som teologisk term avser den "åttonde dagen" räknat från och med de största kyrkliga högtidsdagarna, dvs sju dagar efter högtidsdagen, det är således bara sex mellanliggande dagar men sammanlagt blir det åtta dagar av firande. Oktav är benämningen på en stor högtidsdags s.k. efterfirningsdag under 8 dagar. Oktavperioden innebär således en slags festvecka, varunder högtidsdagens tema utsträckes. Sedan 400-talet har påskdagen en oktavdag (Första söndagen efter påsk), liksom Trettondedag jul (tjugondag Knut). År 615 infördes juldagens oktavdag och senare även pingstens oktav. Oktavdagen och hela oktavperiodens gudstjänster har egna liturgiska texter m.m. Jultiden anses därmed liturgiskt sluta i och med trettondedagens oktav som den tjugonde dagen (Knut-dagen) efter juldagen den 25 december. Först då byts till exempel julens vita liturgiska färg ut mot den allmänna gröna färgen. Inom romersk-katolska kyrkan med dess noga reglerade liturgiska år inskränkte Pius XII 1955 oktavperioderna att gälla jul, påsk och pingst.